# Á Steig
á Steig er et sted i bygden Sandavágur på Vágar i det vestlige Færøerne, hvor kongsfæstegården Steigargarður lå. Den var 1555-1816 embedsgård for de af kongen udnævnte lagmænd på Færøerne. Ejendommen overgik til privateje i 1822.
Stedet har givet navn til slægten á Steig, som politikeren Bárður á Steig Nielsen tilhører.